# Caserío Bengoetxe

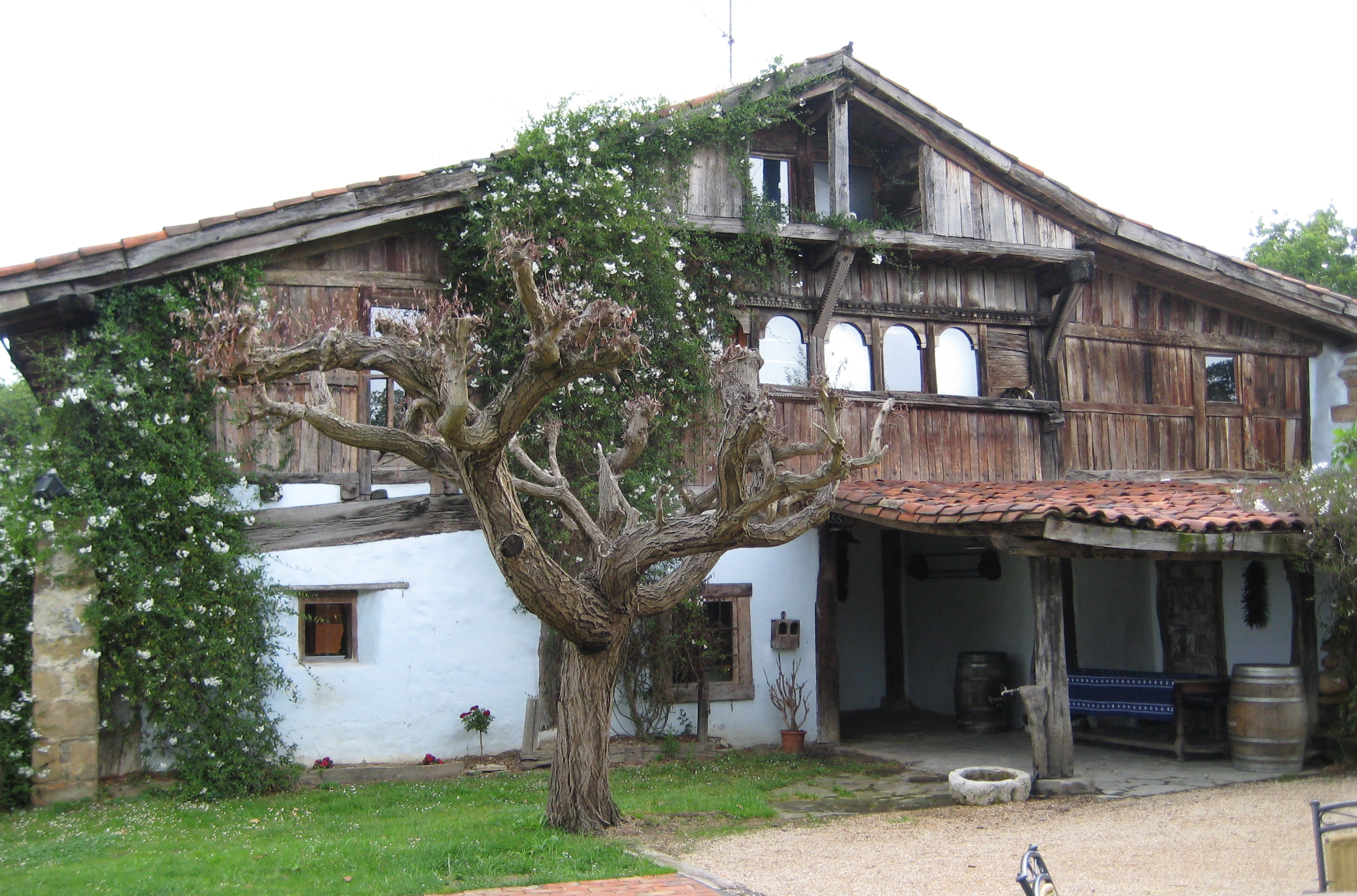
Fachada principal.

El caserío Bengoetxe está ubicado en el barrio de Zabaloetxe en el municipio de Lujua (Vizcaya, País Vasco, España). Es un edificio datado entre 1525 y 1550, concebido originalmente como vivienda y centro de producción agrícola, y dedicado actualmente a la hostelería (Restaurante Aspaldiko). Responde a una tipología de caseríos del siglo XVI de los que quedan ya muy pocos ejemplos en el estado de conservación y con la cantidad de piezas originales que mantiene esta construcción.
Este inmueble corresponde a uno de los tres tipos básicos del caserío gótico-renacentista, caracterizado por contar con un frente de fachada simétrico, dispuesto en tres cuerpos en los que la planta baja está cerrada en mampostería y toda la planta alta está cerrada en entramado de madera y tabla. Normalmente esta planta avanza sobre el plano de alineación, dándose el caso en que en el cuerpo central puede formalizarse un espacio destinado como sapaia que se adelanta a su vez del plano del entramado; el acceso en planta baja, donde se desarrolla comúnmente la vivienda, puede ser lateral o a través de un portalón centrado, como es el caso.

## Descripción
Se trata de una construcción de planta rectangular con cubierta a dos aguas perpendicular a la fachada principal con planta baja, planta alta y pequeño camarote -sapaia- en el cuerpo central de la edificación.

### Estructura
Como resulta habitual en los caseríos del siglo XVI, Bengoetxe cuenta con una imponente estructura lígnea de postes enterizos de suelo a cubierta dispuesta de forma independiente a los cierres de mampostería; a esto, hay que añadir unas características constructivas excepcionales en carpintería, superiores incluso a la buena tónica general de otros caseríos de la misma época, que como se ha descrito, se manifiesta en el cuerpo central de su fachada principal.
El caserío se apareja en mampostería en la planta baja de fachada principal y en la lateral derecha, llegando hasta la cubierta en el resto de la edificación. En fachada principal la planta alta se cierra mediante entablado sobre entramado de madera y en la fachada lateral derecha con entramado de madera y fábrica. La cobertura es de teja curva cerámica.

### Fachadas
La fachada principal, orientada hacia el Este, es tripartita con cuerpo central enmarcado por postes enterizos que van desde los poyales hasta la cubierta. Este cuerpo central se dispone sobre una gruesa imprenta que conforma el soportal del caserío, semicerrado en la actualidad. En el primer piso el cierre se realiza mediante tabla de roble machihembrada en serie, en la que aparece una secuencia de seis huecos con remate en medio punto a modo de galería y vigas horizontales con decoración geométrica y de cordoncillo. Sobre ésta se dispone el cuerpo en voladizo del camarote sostenido por tres tornapuntas con decoración dentada en las aristas vistas.